# Udayapur (distrito)
Udayapur é um distrito da zona de Sagarmatha, no Nepal. A sua sede é a cidade de Gaighat, tem uma área de 2063 km² e no censo de 2011 tinha uma população de 317 532 habitantes.